# Campionati italiani di triathlon del 2000
I Campionati italiani di triathlon del 2000 (XII edizione) sono stati organizzati dalla Federazione Italiana Triathlon e si sono tenuti a Recco in Liguria, in data 22 luglio 2000.
Tra gli uomini ha vinto Alessandro Ridolfi (Fumane Triathlon), mentre la gara femminile è andata a Beatrice Lanza (Ironbiella).

## Risultati

### Élite uomini
| Pos. | Atleta               | Società sportiva           | Nuoto    | Bici     | Corsa    | Totale   |
| ---- | -------------------- | -------------------------- | -------- | -------- | -------- | -------- |
|      | Alessandro Ridolfi   | Fumane Triathlon           | 00:20:43 | 01:12:44 | 00:34:28 | 02:07:55 |
|      | Fabrizio Ferraresi   | Zeppelin Triathlon Team    | 00:20:32 | 01:16:26 | 00:33:44 | 02:10:42 |
|      | Davide Maraja        | Fumane Triathlon           | 00:20:34 | 01:15:56 | 00:34:17 | 02:10:47 |
| 4    | Nicola Carpanese     | Cns - Triathlon            | 00:21:16 | 01:16:27 | 00:33:22 | 02:11:05 |
| 5    | David Morelli        | Galileo Triathlon          | 00:21:04 | 01:16:40 | 00:34:30 | 02:12:14 |
| 6    | Stefano Paoli        | Tri. Rari Nantes Marostica | 00:21:50 | 01:15:08 | 00:35:27 | 02:12:25 |
| 7    | Gianni Pala          | Maranello Triathlon        | 00:21:04 | 01:16:37 | 00:35:41 | 02:13:22 |
| 8    | Luca Villa           | Maranello Triathlon        | 00:20:59 | 01:17:09 | 00:35:45 | 02:13:53 |
| 9    | Fabrizio Baralla     | Minerva Roma               | 00:21:01 | 01:16:39 | 00:36:18 | 02:13:58 |
| 10   | Marco Salamon        | Fri Team                   | 00:21:53 | 01:18:45 | 00:33:27 | 02:14:05 |
| 11   | Andrea D'Aquino      | Triathlon Novara           | 00:20:26 | 01:18:14 | 00:36:46 | 02:15:26 |
| 12   | Dimitri Ricci        | Viareggio Triathlon        | 00:19:53 | 01:18:17 | 00:38:06 | 02:16:16 |
| 13   | Gianfranco Mione     | Torino Triathlon           | 00:21:09 | 01:20:35 | 00:34:45 | 02:16:29 |
| 14   | Luca Bonazzi         | Triathlon Bergamo          | 00:22:33 | 01:19:14 | 00:34:43 | 02:16:30 |
| 15   | Gianluca Calfapietra | Roma Triathlon PP          | 00:22:00 | 01:20:28 | 00:34:25 | 02:16:53 |
| 16   | Jonathan Ciavattella | Fun Tri Team               | 00:20:31 | 01:17:08 | 00:39:38 | 02:17:17 |
| 17   | Werner Uberbacher    | Läufer Club Bozen          | 00:23:54 | 01:17:11 | 00:36:29 | 02:17:34 |
| 18   | Stefano Cocchi       | Galileo Triathlon          | 00:23:17 | 01:18:31 | 00:36:02 | 02:17:50 |
| 19   | Alessandro Grasso    | Galileo Triathlon          | 00:20:56 | 01:22:04 | 00:35:05 | 02:18:05 |
| 20   | Alberto Brusa        | Pro Patria Pierrel         | 00:22:07 | 01:20:24 | 00:35:46 | 02:18:17 |

### Élite donne
| Pos. | Atleta               | Società sportiva           | Nuoto    | Bici     | Corsa    | Totale   |
| ---- | -------------------- | -------------------------- | -------- | -------- | -------- | -------- |
|      | Beatrice Lanza       | Ironbiella                 | 00:22:31 | 01:25:31 | 00:36:53 | 02:24:55 |
|      | Silvia Gemignani     | Black Spruts Fdm           | 00:21:00 | 01:27:09 | 00:37:10 | 02:25:19 |
|      | Nadia Cortassa       | Silca Ultralite            | 00:22:38 | 01:25:27 | 00:37:31 | 02:25:36 |
| 4    | Manuela Ianesi       | Läufer Club Bozen          | 00:21:08 | 01:26:59 | 00:38:56 | 02:27:03 |
| 5    | Silvia Riccò         | Fiamme Azzurre             | 00:22:36 | 01:29:09 | 00:39:00 | 02:30:45 |
| 6    | Edith Niederfriniger | Läufer Club Bozen          | 00:22:39 | 01:31:05 | 00:38:54 | 02:32:38 |
| 7    | Stefania Bonazzi     | Avia Pervia                | 00:26:01 | 01:30:23 | 00:40:32 | 02:36:56 |
| 8    | Serena Borsani       | Pro Patria Pierrel         | 00:25:16 | 01:30:16 | 00:42:18 | 02:37:50 |
| 9    | Mirella Gandellini   | Zeppelin Triathlon Team    | 00:25:14 | 01:32:48 | 00:40:06 | 02:38:08 |
| 10   | Martina Dogana       | Tri. Rari Nantes Marostica | 00:26:51 | 01:31:07 | 00:41:10 | 02:39:08 |
| 11   | Dina Braguti         | Silca Ultralite            | 00:23:33 | 01:30:08 | 00:47:22 | 02:41:03 |
| 12   | Alessandra Gugliotta | Avia Pervia                | 00:27:48 | 01:33:50 | 00:40:28 | 02:42:06 |
| 13   | Susanna Neri         | Viareggio Triathlon        | 00:29:29 | 01:33:52 | 00:40:01 | 02:43:22 |
| 14   | Matilde Ravizza      | Torino Triathlon           | 00:29:15 | 01:34:05 | 00:41:15 | 02:44:35 |
| 15   | Daniela Gibertini    | Avia Pervia                | 00:27:52 | 01:32:35 | 00:44:10 | 02:44:37 |
| 16   | Elisa Battistoni     | DDS                        | 00:21:13 | 01:38:48 | 00:45:34 | 02:45:35 |
| 17   | Daniela Ianesi       | Läufer Club Bozen          | 00:25:03 | 01:38:02 | 00:42:48 | 02:45:53 |
| 18   | Veronica Chiusole    | Triathlon Alto Adige       | 00:33:23 | 01:32:11 | 00:41:33 | 02:47:07 |
| 19   | Paola Giacomelli     | Irony Triathlon Team       | 00:30:05 | 01:34:50 | 00:42:30 | 02:47:25 |
| 20   | Cristina Giribon     | Viareggio Triathlon        | 00:24:21 | 01:34:50 | 00:48:38 | 02:47:49 |